# Возмездие Макса Кибла
«Возмездие Макса Кибла» (англ. Max Keeble's Big Move) — семейная кинокомедия режиссёра Тима Хилла с Алексом Линцем, Ларри Миллером, Джейми Кеннеди и Зеной Грей в главных ролях. Фильм был выпущен в прокат 5 октября 2001 года в США, а в России — 30 июля 2003 года.

## Сюжет
Узнав, что его семья переезжает, семиклассник Макс Кибл ужасно обрадовался. Во-первых, потому, что вскоре скажет «прощай» банде хулиганов, которые постоянно третировали его в местной школе, а заодно и мерзкому директору этого учебного заведения. Во-вторых, потому, что последняя неделя перед отъездом — очень удобное время для прощальной мести. Что ж, изобретательный шалопай напоследок устроит своим обидчикам веселую жизнь. Однако, отведя душеньку, будет ли он готов к сюрпризам, о которых и помыслить не мог? Ведь спасительный переезд… отменяется?

## Создатели фильма

### В ролях
| Актёр            | Роль                                           |
| ---------------- | ---------------------------------------------- |
| Алекс Д. Линц    | Макс Кибл                                      |
| Ларри Миллер     | директор Эллиот Джиндрейк                      |
| Джейми Кеннеди   | Злой мороженщик, планирующий отомстить Максу   |
| Роберт Кэррадайн | Дональд Кибл, отец Макса                       |
| Нора Данн        | Лили Кибл, мать Макса                          |
| Зена Грей        | Меган, подруга Макса                           |
| Джош Пек         | Роуб, друг Макса                               |
| Ноэль Фишер      | хулиган Трой МакГинти                          |
| Орландо Браун    | хулиган Доббс                                  |
| Брук Энн Смит    | Дженна, любовный интерес Макса                 |
| Джастин Берфилд  | создатель заголовков                           |
| Клифтон Дэвис    | Бобби Небворт, суперинтендант школьного округа |
| Эми Хилл         | Филлис Рангун, секретарь директора Джиндрейка  |
| Шели Райт        | миссис Стайлс, классный руководитель           |
| Эмбер Валлетта   | Госпожа Дингман                                |
| Лил Ромео        | играет самого себя                             |
| Тони Хоук        | играет самого себя                             |

### Съёмочная группа
- Режиссёр — Тим Хилл
- Сценаристы — Джонатан Бернштейн, Марк Блэкуэлл, Джеймс Грир, Дэвид Л. Уоттс
- Продюсер — Майк Карц
- Исполнительный продюсер — Гай Ридель
- Сопродюсеры — Расселл Холландер, Рэймонд Рид
- Оператор — Артур Альберт
- Художник-постановщик — Винсент Джеффердс
- Киномонтаж — Тони Ломбардо, Пек Прайор
- Композитор — Майкл Вандмахер
- Художник по костюмам — Сьюзен Мэтсон
- Подбор актеров — Скотт Боланд, Виктория Берроуз

## Производство

### Съёмки
Съёмочный период длился с февраля по июнь 2001 года. Съёмки фильма проходили в Пасадине и в Лос-Анджелесе, в частности в нейборхудах последнего — Ресида и Нортридж.

### Релиз
Изначально «Возмездие Макса Кибла» должно было выйти в сентябре 2001 года, однако на фоне террористических актов 11 сентября 2001 года премьера была отложена на следующий месяц. Тим Хилл, режиссёр фильма, в 2020 году сказал: «Я не знаю, помнят ли кинозрители, но люди боялись ходить в кинотеатры. Кабельное телевидение не было так расширено, как сейчас, и они действительно не могли получить никакого маркетинга на телевидении, потому что это было 24-часовым освещением трагедии».

## Приём
Фильм «Возмездие Макса Кибла» собрал в мировом прокате 18,6 млн долларов, в том числе 17,3 млн долларов в домашнем регионе и 1,3 млн долларов на других территориях. Фильм собрал в прокате 5,4 млн долларов в первый уик-энд, заняв 6 место в прокате.

### Отзывы критиков
Фильм получил в целом смешанные отзывы от критиков. На сайте-агрегаторе рецензий Rotten Tomatoes фильм имеет рейтинг одобрения 29%, основанный на 56 отзывах, со средним рейтингом 4,31/10; согласно критическому заключению: «Макс Кибл может быть забавным для детей, но мягким и неоригинальным для взрослых». 
На сайте Metacritic фильм имеет балл 40 из 100. На CinemaScore фильму дали оценку «B».